# Monte Brione (FFH-Gebiet)
Das FFH-Gebiet Monte Brione ist ein NATURA 2000 Schutzgebiet in der italienischen Provinz Trient. Das 66 ha große Schutzgebiet umfasst den oberen Bereich des am Nordufer des Gardasees gelegenen Monte Brione und liegt in den Gemeindegebieten von Arco und Riva del Garda. Es ist mit Beschluss der Landesregierung der Autonomen Provinz Trient Nr. 16943 vom 30. November 1992 als gesetzlich geschütztes Biotop ausgewiesen und gehört seit 1995 dem NATURA 2000 Netzwerk an. Es wird seit 2013 vom Parco Fluviale della Sarca verwaltet.

## Bedeutung
Der Monte Brione ist insbesondere für seine artenreiche Flora von Bedeutung, die auf einem relativ kleinen Raum, der Brione ist etwa 3 km lang und maximal 1 km breit, anzutreffen ist. Das vom Gardasee beeinflusste submediterrane Klima und die geographische Lage des Berges am südlichen Rand der Alpen sind dafür verantwortlich, dass termophile Arten wie Steineiche, Gewöhnlicher Buchsbaum, Terpentin-Pistazie, Pfriemenginster, Gewöhnlicher Judasbaum, Echter Lorbeer oder Nizza-Wolfsmilch hier an ihre nördliche Ausbreitungsgrenze stoßen. Andererseits finden sich auf dem Brione aber auch Vertreter aus den Vegetationsstufen der Alpen, wie beispielsweise die Herzblättrige Kugelblume.
Lediglich ein Drittel des Monte Brione ist von Wald bedeckt, in dem Steineichen, Europäische Hopfenbuche, Manna-Esche, Flaumeiche sowie zahlreiche Terpentin-Pistazien vorkommen. Der überwiegende Teil ist Kulturlandschaft, die von auf Terrassen angelegten Olivenhainen bestimmt wird. Diese seit langer Zeit bestehenden Olivenhaine bilden wiederum das Habitat für zahlreiche Wiesenpflanzen.

## FFH-Lebensraumtypen
Im FFH-Gebiet Monte Brione sind auf Basis des Anhang I der FFH-Richtlinie folgende schützenswerte Lebensraumtypen verzeichnet:
- Stabile xerothermophile Formationen von Buxus sempervirens an Felsabhängen (Berberidion p.p.)
- Naturnahe Kalktrockenrasen und deren Verbuschungsstadien (Festuco-Brometalia) (* besondere Bestände mit bemerkenswerten Orchideen)
- Kalkfelsen mit Felsspaltenvegetation
- Wälder mit Quercus ilex und Quercus rotundifolia

## Arten

### Besonders schützenswerte Arten

#### Vögel
Das Schutzgebiet weist insbesondere zahlreiche Vogelarten auf, darunter auch einige die gemäß Anhang I der EU-Vogelschutzrichtlinie besonders geschützt sind, weil deren Bestand stark gefährdet ist oder sie nur in einem sehr begrenzten Bereich wie in den Alpen vorkommen. Folgende Arten, die im Anhang I der Vogelschutzrichtlinie der EU gelistet sind, sind im FFH-Gebiet Monte Brione anzutreffen. Einige Arten rasten oder überwintern nur auf dem Monte Brione. Die mit einem (b) gekennzeichneten Arten brüten im Schutzgebiet:
- Schwarzmilan (b)
- Uhu
- Wanderfalke
- Ziegenmelker (b)

#### Insekten, Reptilien und Säugetiere
Unter den im Schutzgebiet vorkommenden Insekten findet sich folgende prioritäre Art von gemeinschaftlichem Interesse
- Russischer Bär

sowie folgende Arten von gemeinschaftlichem Interesse:
- Großer Eichenbock
- Hirschkäfer

Unter den Säugetieren und Reptilien sind von gemeinschaftlichem Interesse:
| - Äskulapnatter - Gelbgrüne Zornnatter - Große Hufeisennase | - Haselmaus - Mauereidechse - Zwergfledermaus |

#### Flora
Unter den Pflanzen ist gemäß Anhang V der FFH-Richtlinie der Stechende Mäusedorn als besonders schützenswert verzeichnet.

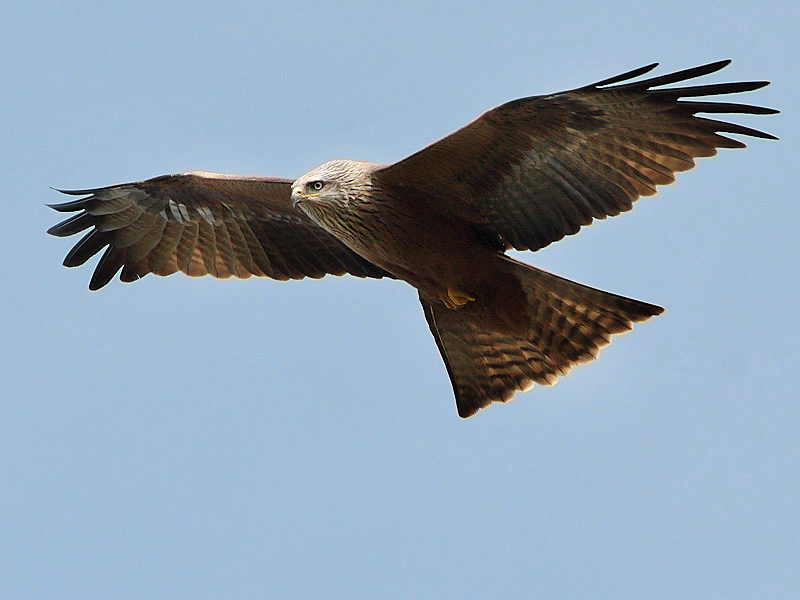
Schwarzmilan
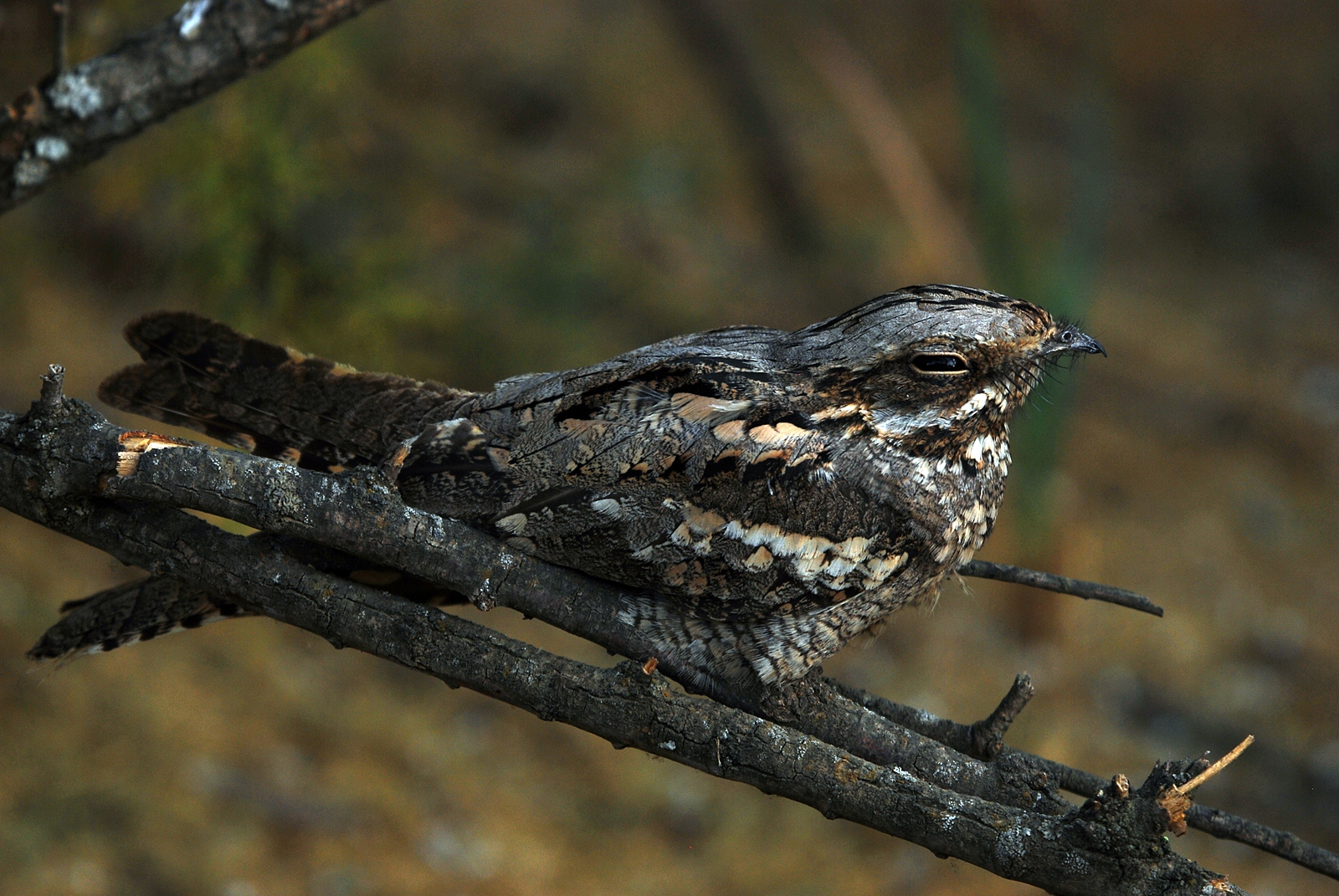
Ziegenmelker
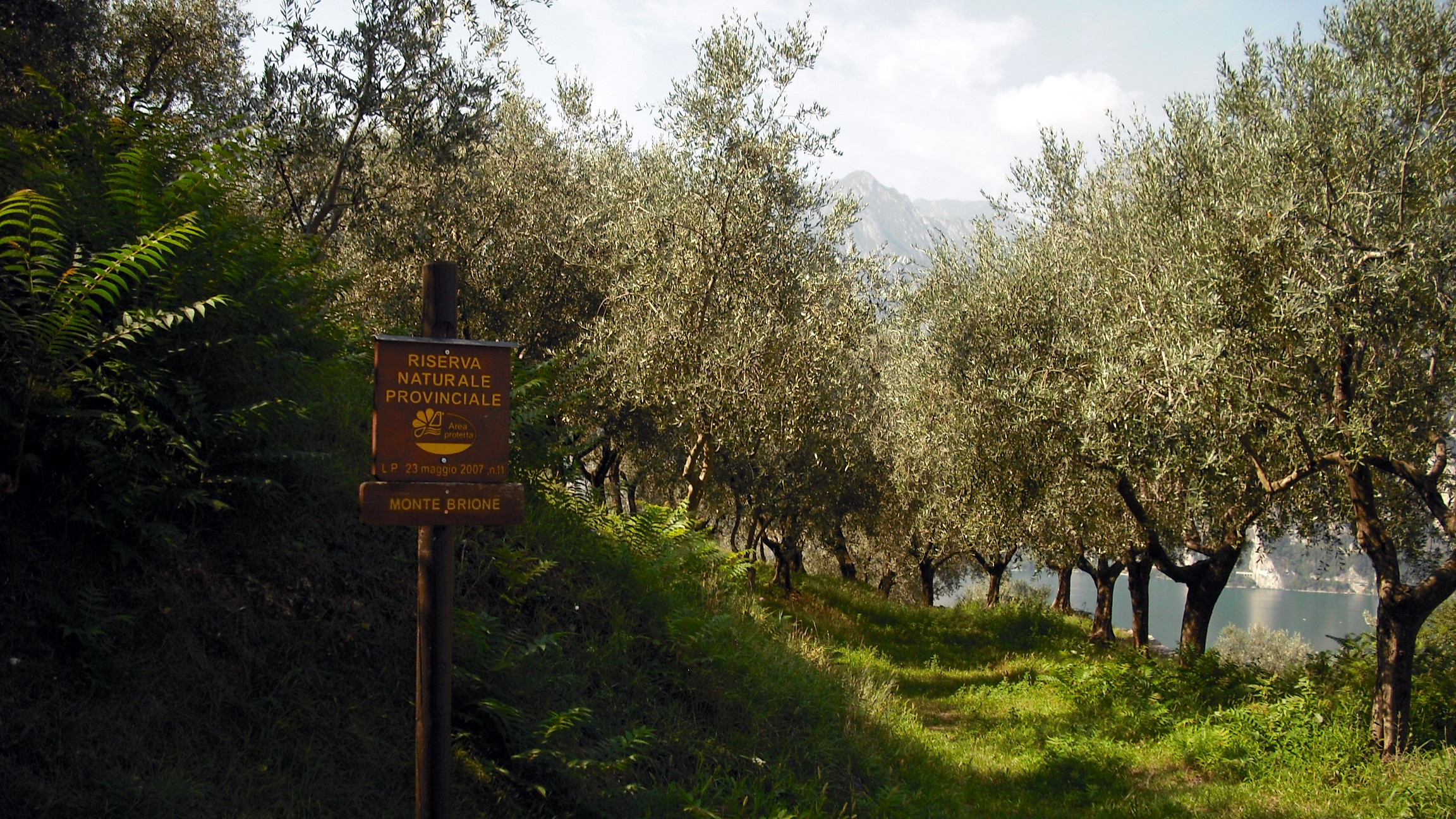
Olivenhaine am Rande des FFH-Gebiets
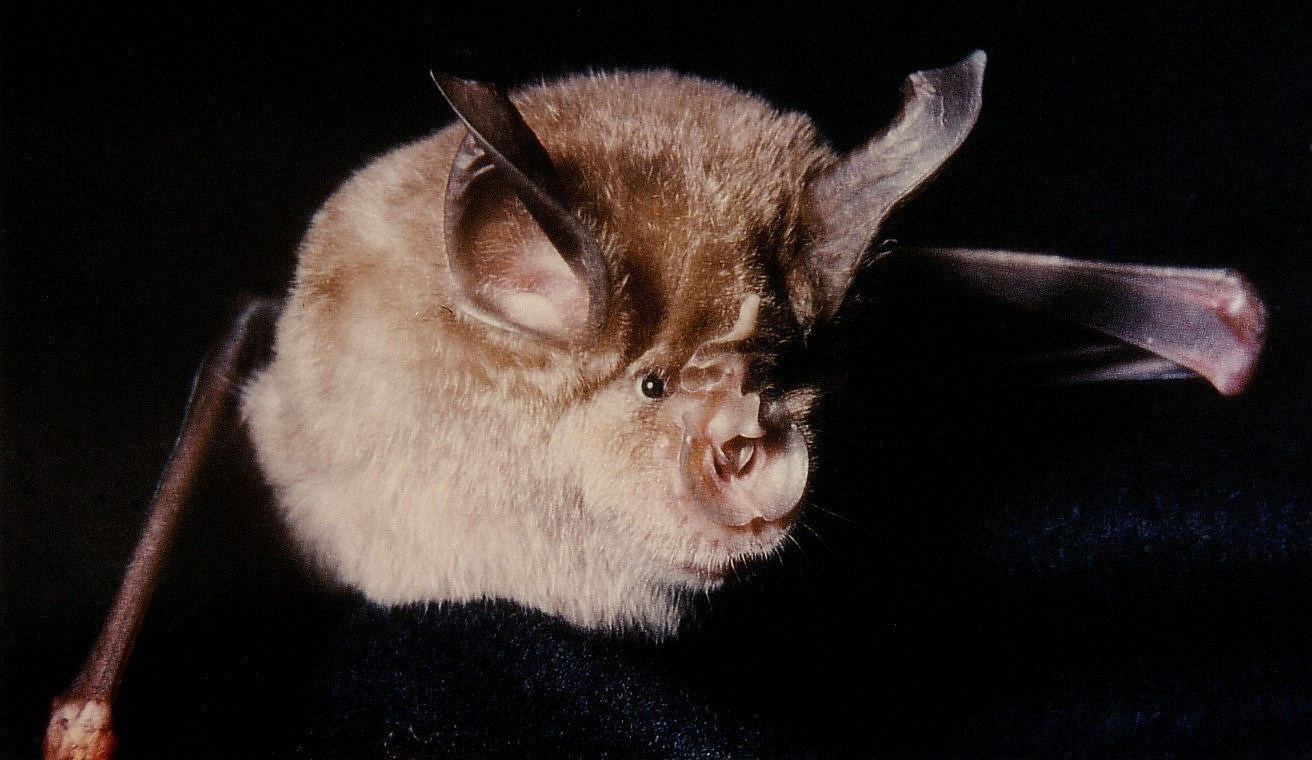
Große Hufeisennase
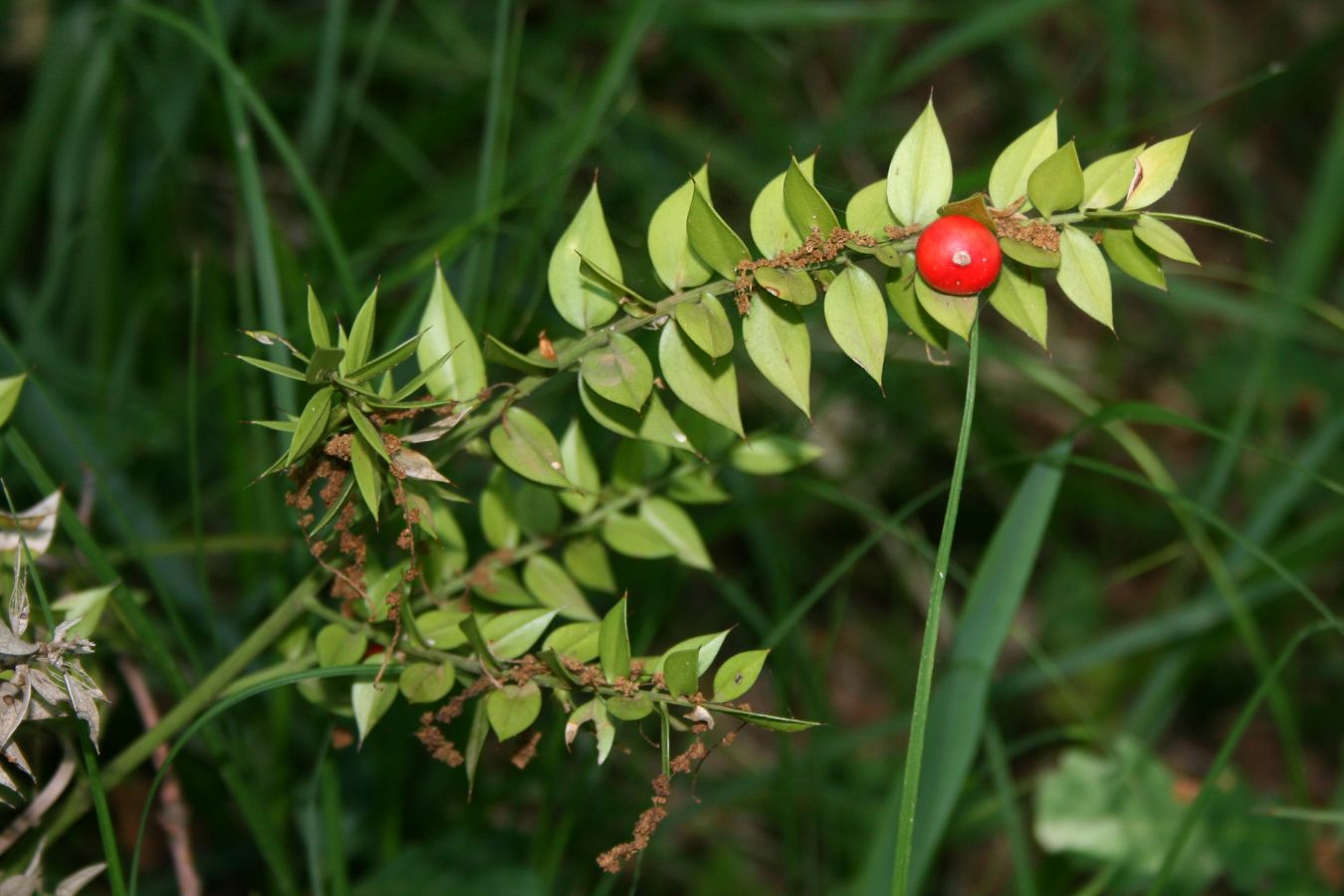
Stechender Mäusedorn

### Weitere vorkommende Arten

#### Vögel
Die mit einem (b) gekennzeichneten Arten brüten im Schutzgebiet.
| - Berglaubsänger - Blaumerle - Fitis - Gartengrasmücke | - Gartenrotschwanz (b) - Gelbspötter - Grauschnäpper (b) - Mehlschwalbe (b) | - Nachtigall (b) - Rauchschwalbe (b) - Samtkopf-Grasmücke - Schwarzkehlchen (b) | - Steinkauz - Steinschmätzer - Trauerschnäpper - Turmfalke (b) | - Turteltaube (b) - Waldkauz - Waldlaubsänger - Wendehals (b) | - Wiedehopf (b) - Zwergohreule (b) |

#### Reptilien und Säugetiere
| - Braunbrustigel - Eurasisches Eichhörnchen - Siebenschläfer | - Waldspitzmaus - Westliche Smaragdeidechse |

#### Flora
Von den etwa 2400 im Trentino heimischen Pflanzenarten kommen fast ein Drittel auf dem Monte Brione vor. Eine besondere Bedeutung kommt dabei den Orchideen zu. Von den 60 im Trentino bekannten Arten oder Unterarten, kommen im FFH-Gebiet Monte Brione, ohne Berücksichtigung der Hybriden, 25 vor.

#### Orchideengewächse
| - Acker-Wachtelweizen - Affen-Knabenkraut - Bertolonii-ähnliche Ragwurz – Unterart des Bertolonis Ragwurz - Bienen-Ragwurz | - Blasses Knabenkraut - Breitblättrige Stendelwurz - Fliegen-Ragwurz - Große Spinnen-Ragwurz | - Großes Zweiblatt - Helm-Knabenkraut - Kleines Knabenkraut - Krainer Kreuzblume – Art der Kreuzblumen | - Langblättriges Waldvöglein - Mücken-Händelwurz - Pflugschar-Zungenstendel - Pyramiden-Hundswurz | - Violetter Dingel - Vogel-Nestwurz - Weißes Waldvöglein - Zweiblättrige Waldhyazinthe |

## Gefährdung und Schutzmaßnahmen
Das FFH-Gebiet Monte Brione ist durch mehrere anthropogene Faktoren gefährdet. Die zunehmende natürliche Verbuschung der Kalktrockenrasen aufgrund nicht betriebener Beweidung oder Heuschnitts haben zu einer Reduzierung dieses insbesondere für Orchideengewächse wichtigen Lebensraumes geführt. Es ist deshalb wichtig, dass Büsche und Bäume an diesen Stellen regelmäßig im Abstand von zwei bis drei Jahren beschnitten werden.
Als besondere Gefährdung ist das Freizeitverhalten von Besuchern zu sehen. Die Nähe zu den stark frequentierten Fremdenverkehrsorten Riva del Garda, Torbole und Arco sowie der relativ einfache Zugang auf den Monte Brione und die einzigartige Lage führen zu einer starken Besuch durch Wanderer und Mountain-Biker in der in der Regel vom März bis Oktober reichenden Fremdenverkehrssaison. Dabei werden insbesondere für Mountain-Biker geltende Wegsperrungen ignoriert und müssen durch bauliche Maßnahmen am Zutritt behindert werden, während Wanderer durch entsprechende Verwilderung des Baum- und Buschbestandes am Wegesrand vom Abweichen der Wege begegnet werden kann. Entsprechende abschreckende Kontrollen durch die Forstwache der Provinz Trient sind dabei aber dennoch genau so notwendig, wie im Falle des Pflückens von Blüten vor allem im Frühjahr.

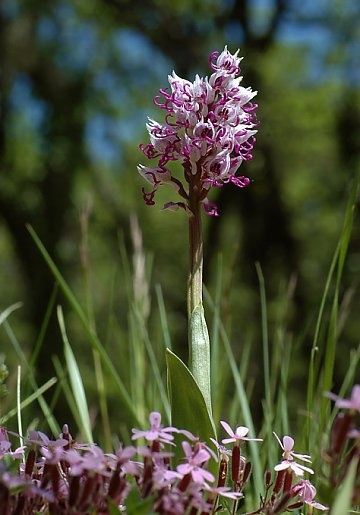
Affen-Knabenkraut
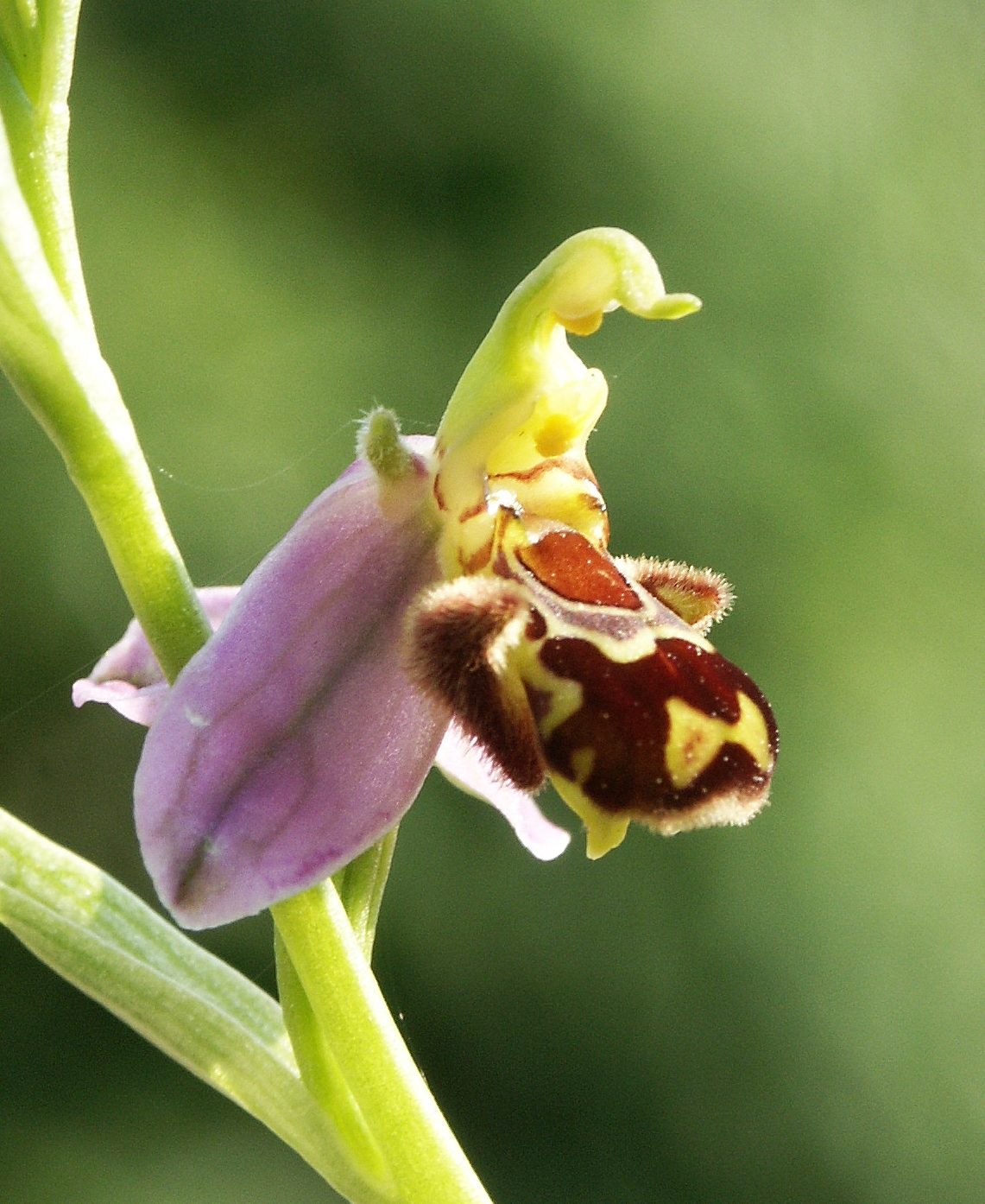
Bienenragwurz
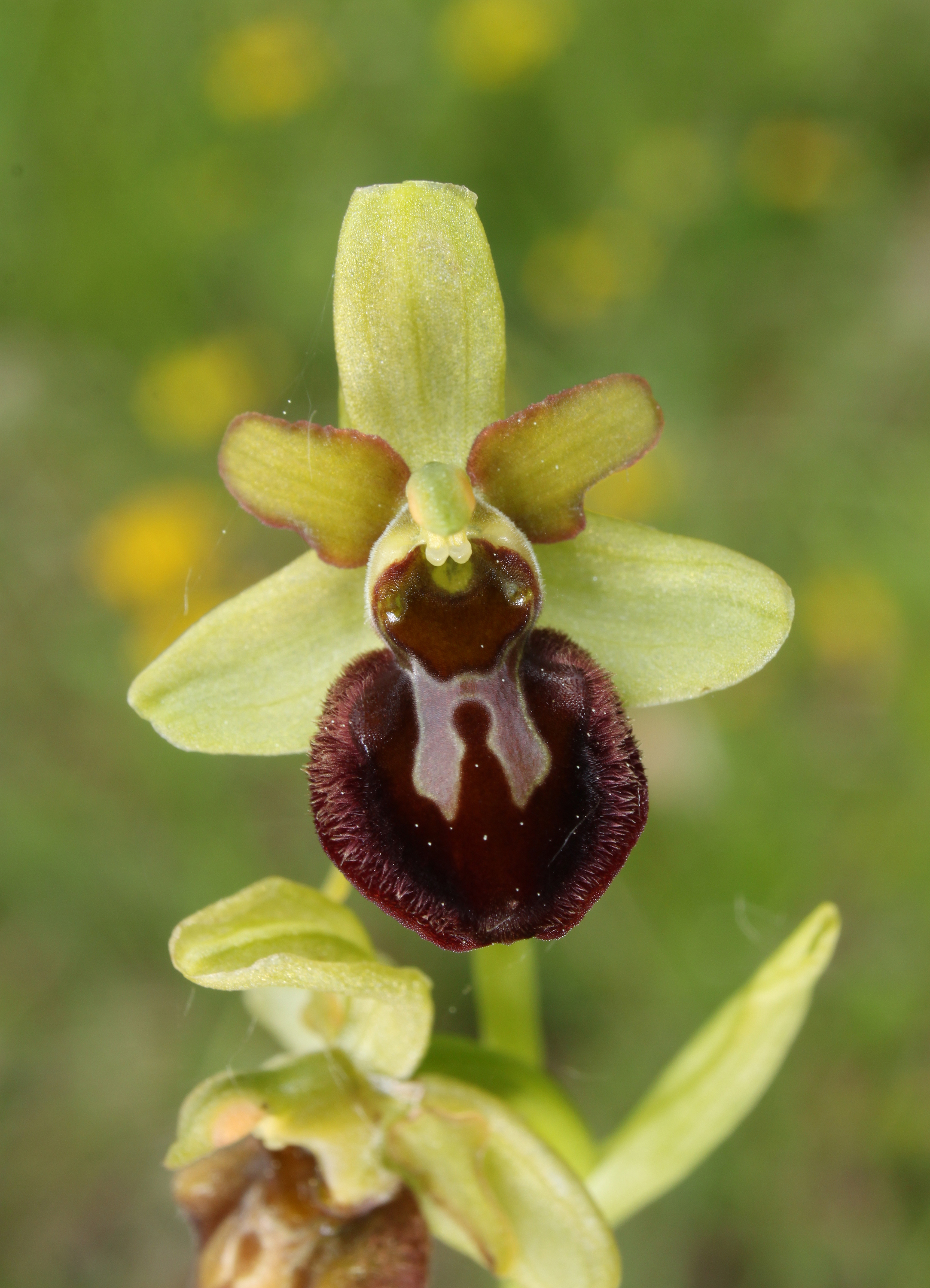
Große Spinnen-Ragwurz
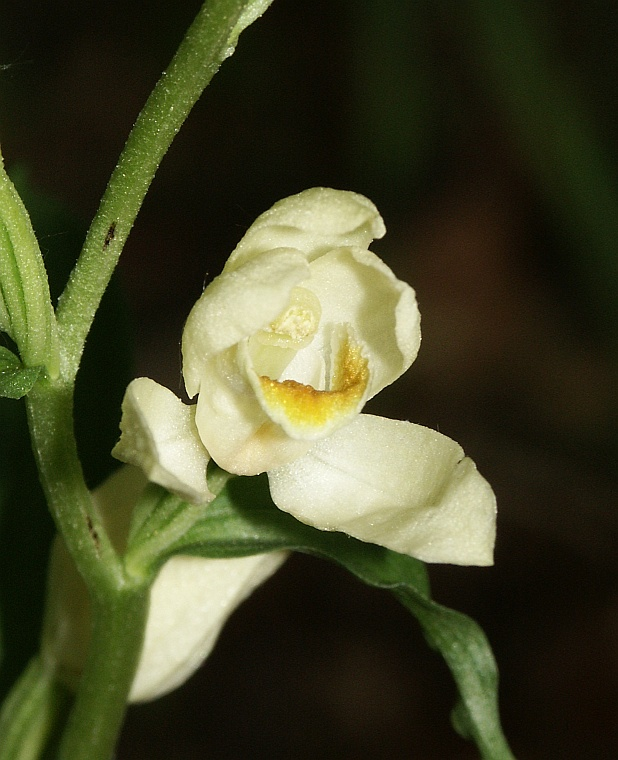
Weißes Waldvöglein
Blasses Knabenkraut